# Carl Vent

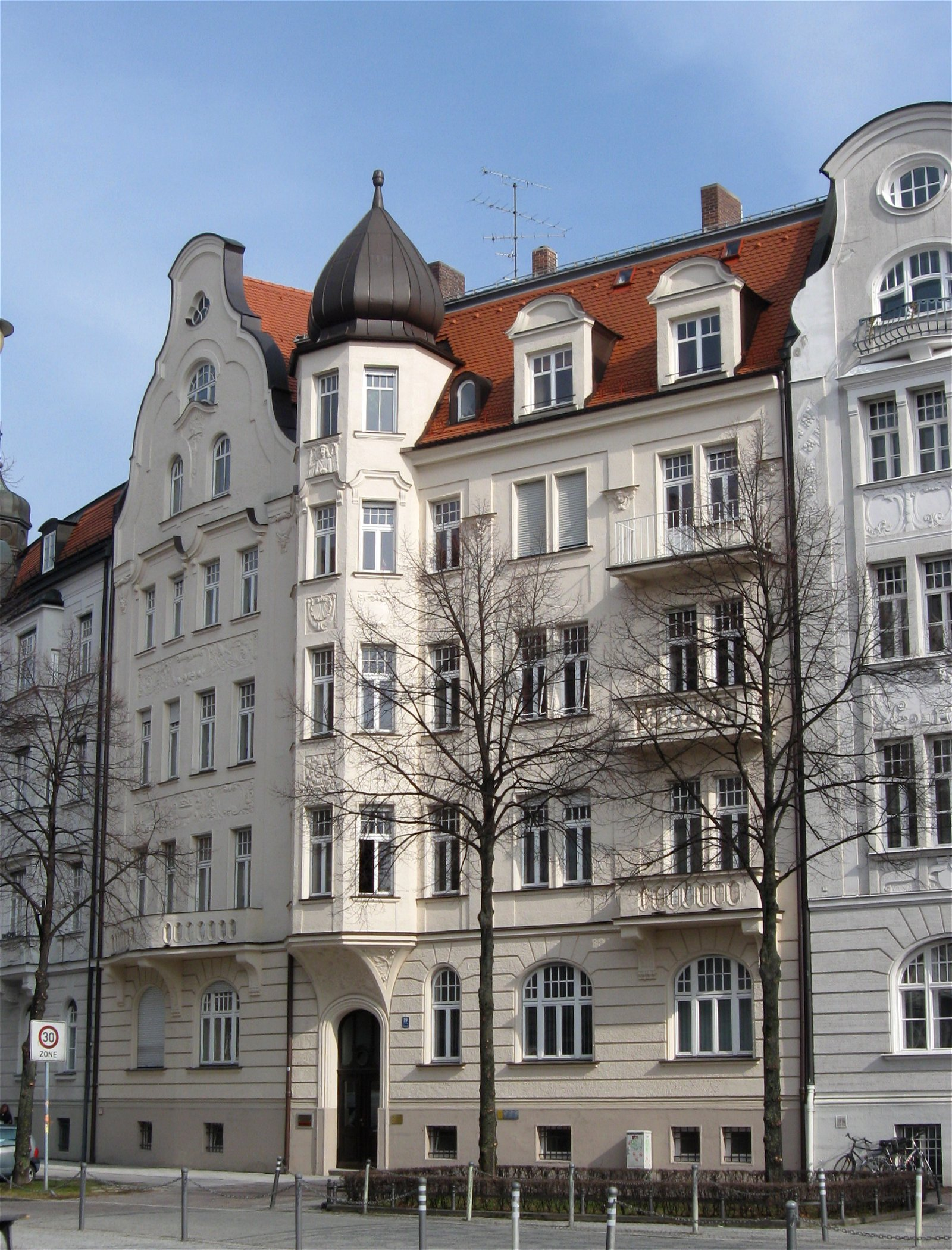
München, Prinzregentenplatz 19, 1902/03 von Carl Vent errichtet

Carl Vent (* vor 1893; † 10. April 1912 München) war ein deutscher Architekt mit Hauptwirkungsort München.
Er gehört in die Epoche des Historismus insbesondere des Jugendstils. In München schuf er zahlreiche Wohnbauten.  Er hatte sowohl mit Albin Lincke als auch mit Max Littmann mehrere Mietshäuser entworfen. Littmann und Lincke wiederum waren Studienkollegen, die später in München ein gemeinsames Architekturbüro betrieben hatten.  Vent war aber auch im Umland von München als Architekt tätig wie z. B. in Starnberg, wie die Denkmalliste ausweist oder Dießen am Ammersee. Zusammen mit Lincke errichtete Vent 1896/97 das Gemeindehaus der Himmelfahrtskirche in München-Sendling im neugotischen Stil.